# Anna Dostojevskaja
Anna Grigorjevna Dostojevskaja (ryska: Анна Григорьевна Достоевская), född Snitkina 12 september (30 augusti i den gamla stilen) 1846 i Sankt Petersburg, död 9 juni 1918 i Jalta, var en rysk författare av memoarer, stenograf, Fjodor Dostojevskijs assistent och andra hustru. De gifte sig 1867. Hon skrev två biografiska böcker om sin make: Anna Dostojevskajas dagbok 1867, som publicerades 1923 efter hennes död, och Anna Dostojevskajas memoarer, även känd som Anna Dostojevskajas minnen publicerad 1925 och på svenska 1992 under titeln Mitt liv med Dostojevskij.

## Biografi
Anna Dostojevskaja föddes 1846 i Sankt Petersburg som dotter till Grigorij Ivanovitj Snitkin och Maria Anna Miltopaeus. Miltopaueus var en gammal svensk borgerlig släkt från Åbo med anknytningar till betydelsefulla adliga familjer som Järnefelt, Boije osv. I moderns anor finns bland annat representanter för svenska och tyska familjer som Fleming, Horn, Ungern, Tiesenhausen. 
Anna Dostojevskaja tog examen med betyget summa cum laude och utbildade sig därefter till stenograf och planerade att tjäna sitt eget uppehälle. Hon rekommenderades av sin professor till Fjodor Dostojevskij för att hjälpa honom att slutföra sin roman Spelaren. Hennes familj var stora beundrare av Dostojevskij, särskilt hennes pappa, som hade läst alla hans böcker. Den 4 oktober 1866 började hon arbeta som stenograf åt Fjodor Dostojevskij. Han hade kommit överens med utgivare F. T. Stellovsky om ett kontrakt som innebar att han skulle ha förverkat sin upphovsrätt för denna roman och framtida romaner i nästan 10 år om han inte uppfyllde en tidsfrist. De hade inte mycket tid, men Anna var bestämd. Inledningsvis dikterade Dostojevskij för fort men en gång inrättade de en takt som de avslutade projektet precis i tid. De blev också förälskade. En månad senare förlovade de sig.
I memoarerna beskriver Anna Dostojevskaja hur Dostojevskij började sitt äktenskapsförslag genom att beskriva en imaginär ny roman, där han behövde hennes råd om kvinnlig psykologi. I berättelsen gör en gammal målare ett förslag till en ung kvinna vars namn är Anya. Dostojevskij frågade om det var möjligt för en kvinna så ung och annorlunda i personlighet att bli kär i målaren. Anna svarade att det var mycket möjligt. Då berättade han för henne: "Sätt dig på sin plats för ett ögonblick. Tänk dig att jag är målaren, och bad dig vara min fru. Vad skulle du svara?" Hon svarade: "Jag skulle svara att jag älskar dig och jag kommer att älska dig för alltid". Den 15 februari 1867 gifte sig paret. Två månader senare åkte de utomlands, där de stannade i över fyra år, fram till juli 1871. Strax före de avreste lämnade två av Dostojevskijs fordringsägare in anklagelser mot honom.
Under ett stopp i Baden-Baden förlorade Dostojevskij alla sina pengar, likväl som hans hustrus kläder och tillhörigheter, på att spela roulette. Nu började Anna skriva dagbok. I nästan ett år bodde de i Genève. Dostojevskij arbetade väldigt hårt för att återfå sin förmögenhet. Den 22 februari 1868 föddes deras första dotter Sofia, men hon dog den 24 maj vid en ålder av tre månader. År 1869, i Dresden, föddes deras andra dotter, som döptes till Ljubov. Vid återkomsten till Sankt Petersburg födde Anna två söner, Fjodor och Alexsej. Alexsej dog av sin epilepsi 1878. Anna tog över alla finansfrågor och befriade snart sin man från skulden. År 1871 gav Dostojevskij upp spel. När Dostojevskij dog år 1881 var Anna 35 år gammal. Hon gifte sig aldrig igen. Efter sin mans död samlade hon sina manuskript, brev, dokument och fotografier. 1906 skapade hon ett rum dedikerat till Fjodor Dostojevskij på det Statliga historiska museet i Moskva. 1909 blir hon medlem av det nybildade Ryska stenografiska sällskapet. Hon dog 1918 i Jalta efter att ha ådragit sig malaria.